# Islands regioner
Islands regioner används främst av statistiska skäl. Även landets postnummer följer regionerna med ett par undantag. Före 2003 användes även regionerna som valkretsar.
Tidigare delades Island in i fyra fjärdingar. De var Vestfirðingafjórðungur (Västfjordfjärdingen), som inkluderade Västfjordarna och mycket av den västra regionen; Norðlendingafjórðungur (Norra fjärdingen), som motsvarar dagens nordöstra och nordvästra regioner; Austfirðingafjórðungur (Östfjordfjärdingen), som i princip motsvarar dagens östra region; och Sunnlendingafjórðungur (Södra fjärdingen), som enbart bestod av sydvästra delen av landet, inklusive Sydvästra halvön och Huvudstadsregionen.

## Regionfakta
| Region                           | (svenska)        | Huvudort     | Befolkning 2010-12-01 | Areal i km² | Befolkning/km² | ISO 3166-2:IS | Islands regioner |
| -------------------------------- | ---------------- | ------------ | --------------------- | ----------- | -------------- | ------------- | ---------------- |
| 1. Höfuðborgarsvæði              | Huvudstadsregion | Reykjavik    | 202 186               | 1 062       | 190,38         | IS-1          |                  |
| 2. Suðurnes (tidigare Reykjanes) | Södra halvön     | Keflavík     | 21 052                | 829         | 25,39          | IS-2          |                  |
| 3. Vesturland                    | Västlandet       | Borgarnes    | 15 371                | 9 554       | 1,61           | IS-3          |                  |
| 4. Vestfirðir                    | Västfjordarna    | Ísafjörður   | 7 129                 | 9 409       | 0,76           | IS-4          |                  |
| 5. Norðurland vestra             | Nordväst         | Sauðárkrókur | 7 380                 | 12 737      | 0,58           | IS-5          |                  |
| 6. Norðurland eystra             | Nordöst          | Akureyri     | 29 006                | 21 968      | 1,32           | IS-6          |                  |
| 7. Austurland                    | Öst              | Egilsstaðir  | 12 306                | 22 721      | 0,54           | IS-7          |                  |
| 8. Suðurland                     | Syd              | Selfoss      | 23 806                | 24 526      | 0,97           | IS-8          |                  |
| Totalt                           |                  | Reykjavik    | 318 236               | 102 928     | 3,09           | IS            |                  |